# Pod Lutrovim jarmom
 Pod Lutrovim jarmom  je neobjavljena drama Jožeta Vombergarja, ki je nastala okrog leta 1920.

## Osebe
- Jurij Kamniški, gospod Strmolski
- Friderik, njegov oskrbnik
- Ulrik, Friderikov sin
- Krištof Švab, župnik
- Jernej Knafelj, predikant
- Nikolaj, imovit kmet
- Matej, Šimen, njegova sinova
- Volbeng, kočar
- Zlatka, njegova hči
- Ponkerc, pevec
- kmetje katoličani
- kmetje luterani
- štifarji, biriči, sluge, ljudstvo

Godi se koncem 16. stoletja v Cerkljah na Gorenjskem in na gradu Strmol.

## Vsebina
1. dejanje: Vas je razcepljena na katoličane in luterane, s temi je vsa grajska gospoda z župnikom in predikatom vred. Na praznik sv. Florijana pride do hudega spora z oskrbnikom, ko od kmetov zahteva, da delajo, še hujšo kri pa povzroči Ulrik, ki zalezuje Zlatko, pa se mu njen zaročenec Matej s fanti postavi po robu. Razburjenje prikipi do vrha, ko Knafelj vaščanom dopoveduje, da so molitev, romanja, čaščenje Matere božje, zakramenti itn. odveč, če ne celo greh in malikovalstvo. Pride do pretepa, ki ga konča birič z oznanilom, da je vera grajskih podložnikov sedaj luteranska; tisti, ki so se že spreobrnili, imajo pri tlaki, dajatvah itn. precejšnje ugodnosti. Luterani slavijo zmago, katoličani so potrti, a sklenejo, da bodo ostali zvesti prav veri, rešili bodo cerkljansko faro ali poginili, z njimi je Bog!
2. dejanje: Na sejmu Ulrik prigovarja Volbenku, naj mu da Zlatko v zakon, a Volbenk ga kljub obljubam in podkupovanju odbije: luteranu hčerke ne da, sploh pa je že obljubljena Mateju. Ker so »upornikom« zaradi napada na Knaflja naložili hudo tlako, kmetje sklenejo, da se bodo pritožili, odposlanstvo naj bi vodil Matej. Vtem vdro v gostilno štiftarji, vaščani pa se spet spričkajo: za luterane so štiftarji norci in krivoverci, za katoličane sveti ljudje. Ko vstopi še Knafelj in hoče pridigati, ga katoličani ozmerjajo z Antikristom, lažnim prerokom pasje vere, češ da prodaja njihove duše vragu. Pride oskrbnik z vojaki, popiše vse »upornike« z Matejem na čelu: jutri naj se zglasijo na gradu. Ko oskrbnik odide, prihiti Šimen: Ulrik je ugrabil Zlatko!
3. dejanje: Na skrivnem shodu kmetje katoličani sklenejo, da se bodo uprli, Nikolaj kliče v boj za svobodo, staro pravdo in pravo vero: čez tri dni bodo napadli grad rešili Zlatko in obračunali z grajskimi. Stražar opozori, da se bliža oskrbnik s svojim sinom, kmetje se razbeže, prebrisani Ponkrec pa z nekaterimi uprizori »štiftarje«, kar imata grajska za slabo znamenje in jo pobereta. Vse kar so bili kmetje govorili, pa je slišal Ozarnik in ker kot luteran papežnike sovraži, bo njihov načrt izdal. – Oskrbnik »upornikom« naloži težka dela, več jih vrže tudi v ječo, ker nočejo sprejeti nove vere. Isto se zgodi tudi Volbenku, ko pride terjat ugrabljeno hčer. Grof oskrbnika pohvali za njegovo trdo ravnanje, geslo naj bo: kdor ne sprejme luteranske vere, naj se preseli, za papežnike tu ni prostora! Oskrbnik je vesel, zatrli jih bodo z ognjem in mečem. Tedaj se razležejo kriki in streli: uporniki so napadli grad, a so zaradi Ozarnikove izdaje premagani, Matej in njegovi se znajdejo v ječi.
4. dejanje: Matej s tovariši čaka na smrt, prenašati mora grofove grožnje in Ulrikovo norčevanje. Toda zvesti Ponkerc, ki je bil s pesmijo uspaval grajsko gospodo, izmakne ključe in osvobodi jetnike. Tedaj pride v ječo še oskrbnik, da bi se naslajal nad njihovimi mukami; fantje planejo nanj, ga zaprejo v ječo in pobegnejo k tovarišem, ki se skrivajo v gozdu, Matej prinese v naročju Zlatko, za katero se zdi, da je mrtva. Zasledovalci so brž za njimi. Matej Ulrika ustreli in ta v mukah umre, ko sliši, da je Zlatka mrtva. Oskrbnik išče sina, preganja ga strašna nevihta, navsezadnje se mu prikaže še Nikolaj in mu napove večno kazen za njegove grehe. Brezvestnež napol blazen od groze med bliski in gromi bega po gozdu.
5. dejanje: Luteranska in katoliška vojska je pred spopadom, Matej pride s hribov, kjer se je skrival, da bi pomagal pravi strani. Pri tem se sreča z Zlatko, živo in zdravo; oba sta presrečna, le Matej mora prenesti žalostno novico, da je njegov oče umrl v grajski ječi. Vtem pride oskrbnik in ko zagleda Mateja, ga obide taka groza, da se zgrudi mrtev. Matej odide v boj, v katerem zmaguje katoliška stran. Luterani beže, pobegneta tudi grof in župnik, sla pa kmetom naznanita, da prihaja komisija, ki bo spravila v red vse, kar je v neredu. Kmetje so navdušeni, zahvaljujejo se junaškim borcem, še posebej njihovemu voditelju Mateju, ki jih je rešil neznosnega Lutrovega jarma ter jim spet priboril vero, svobodo in staro pravdo. Pred vso skupnostjo Volbenk slovesno izroči hčer Mateju in blagoslovi mladi par: naj živita srečno, nad cerkljansko faro pa naj mirno čuva božja roka.